# Tirà xiulador de carpó blanc
El tirà xiulador de carpó blanc (Sirystes albocinereus) és un ocell de la família dels tirànids (Tyrannidae).

## Hàbitat i distribució
Habita els boscos de les terres baixes del sud-oest de Veneçuela, est de Colòmbia, est de l'Equador, est del Perú, oest del Brasil i ord de Bolívia.